# Cosmosoma elegans
Cosmosoma elegans là một loài bướm đêm thuộc phân họ Arctiinae, họ Erebidae.